# العلاقات المجرية البلجيكية
العلاقات المجرية البلجيكية هي العلاقات الثنائية التي تجمع بين المجر وبلجيكا.

## مقارنة بين البلدين
هذه مقارنة عامة ومرجعية للدولتين:
| وجه المقارنة                                              | المجر                                                       | بلجيكا                                                                              |
| --------------------------------------------------------- | ----------------------------------------------------------- | ----------------------------------------------------------------------------------- |
| المساحة (كم2)                                             | 93.04 ألف                                                   | 30.53 ألف                                                                           |
| عدد السكان (نسمة)                                         | 9.78 مليون                                                  | 11.37 مليون                                                                         |
| الكثافة السكانية (ن./كم²)                                 | 105.12                                                      | 372.42                                                                              |
| العاصمة                                                   | بودابست                                                     | بروكسل                                                                              |
| اللغة الرسمية                                             | لغة مجرية                                                   | اللغة الهولندية، لغة فرنسية، اللغة الألمانية                                        |
| العملة                                                    | فورنت مجري                                                  | يورو، فرنك بلجيكي                                                                   |
| الناتج المحلي الإجمالي (بليون دولار)                      | 139.14 مليار                                                | 492.68 مليار                                                                        |
| الناتج المحلي الإجمالي (تعادل القوة الشرائية) بليون دولار | 260.42 مليار                                                | 514.74 مليار                                                                        |
| الناتج المحلي الإجمالي الاسمي للفرد دولار أمريكي          | 12.36 ألف                                                   | 40.32 ألف                                                                           |
| الناتج المحلي الإجمالي للفرد دولار أمريكي                 | 25.07 ألف                                                   | 43.44 ألف                                                                           |
| مؤشر التنمية البشرية                                      | 0.828                                                       | 0.890                                                                               |
| رمز المكالمات الدولي                                      | +36                                                         | +32                                                                                 |
| رمز الإنترنت                                              | .hu                                                         | .be                                                                                 |
| المنطقة الزمنية                                           | ت ع م+01:00، ت ع م+02:00، أوروبا/بودابست ‏، توقيت وسط أوروبا | توقيت وسط أوروبا، ت ع م+01:00، ت ع م+02:00، توقيت وسط أوروبا الصيفي، أوروبا/بروكسل ‏ |

## مدن متوأمة
في ما يلي قائمة باتفاقيات التوأمة بين مدن مجرية وبلجيكية:
- ترتبط فيسبرم مع Ottignies-Louvain-la-Neuve [الإنجليزية]‏ باتفاقية توأمة منذ 1987.
- ترتبط غودولو مع تورنهاوت باتفاقية توأمة.
- ترتبط كوسيغ مع هوفاليز باتفاقية توأمة منذ 1995.
- ترتبط Taktaharkány [الإنجليزية]‏ مع Attert [الإنجليزية]‏ باتفاقية توأمة.

## منظمات دولية مشتركة
يشترك البلدان في عضوية مجموعة من المنظمات الدولية، منها:
| علم المنظمة | اسم المنظمة                               | تاريخ انضمام المجر | تاريخ انضمام بلجيكا |
| ----------- | ----------------------------------------- | ------------------ | ------------------- |
|             | اتفاقية السماوات المفتوحة                 | ?                  | ?                   |
|             | الوكالة الدولية للطاقة                    | ?                  | ?                   |
|             | منظمة التجارة العالمية                    | 1995               | ?                   |
|             | الأمم المتحدة                             | 14 ديسمبر 1955     | 27 ديسمبر 1945      |
|             | حلف شمال الأطلسي                          | 12 مارس 1999       | 4 أبريل 1949        |
|             | الاتحاد الدولي للاتصالات                  | 1866               | 1866                |
|             | منظمة التعاون الاقتصادي والتنمية          | 7 مايو 1996        | ?                   |
|             | مجلس أوروبا                               | 6 نوفمبر 1990      | ?                   |
|             | المنظمة الأوروبية لسلامة الملاحة الجوية   | 1992               | 1960                |
|             | الاتحاد الأوروبي                          | 1 مايو 2004        | 25 مارس 1957        |
|             | الاتحاد البريدي العالمي                   | ?                  | ?                   |
|             | يونسكو                                    | 14 سبتمبر 1948     | 29 نوفمبر 1946      |
|             | مؤسسة التنمية الدولية                     | 29 أبريل 1985      | 2 يوليو 1964        |
|             | منظمة حظر الأسلحة الكيميائية              | ?                  | ?                   |
|             | نظام تحكم تكنولوجيا القذائف               | 1993               | 1990                |
|             | وكالة ضمان الاستثمار متعدد الأطراف        | 21 أبريل 1988      | 18 سبتمبر 1992      |
|             | منظمة الشرطة الجنائية الدولية             | ?                  | ?                   |
|             | مؤسسة التمويل الدولية                     | 29 أبريل 1985      | 27 ديسمبر 1956      |
|             | البنك الدولي للإنشاء والتعمير             | 7 يوليو 1982       | 27 ديسمبر 1945      |
|             | الفريق المعني برصد الأرض                  | ?                  | ?                   |
|             | مجموعة الموردين النوويين                  | ?                  | ?                   |
|             | مجموعة أستراليا                           | 1993               | 1985                |
|             | مركز تنسيق الحركة في أوروبا ‏              | ?                  | ?                   |
|             | منظمة الأمن والتعاون في أوروبا            | 25 يونيو 1973      | 25 يونيو 1973       |
|             | المركز الدولي لتسوية المنازعات الاستشارية | 6 مارس 1987        | 26 سبتمبر 1970      |

## أعلام
هذه قائمة لبعض الشخصيات التي تربطها علاقات بالبلدين:
- أنيليس توروس (6 مارس 1995 – )
- فيولانتي من المجر (1215 – 1253)

## وصلات خارجية
- موقع وزارة الخارجية المجرية
- موقع وزارة الخارجية البلجيكية